# Легион живых мертвецов
«Легион живых мертвецов» (англ. Legion of the Dead) — фильм немецкого режиссёра Олафа Иттенбаха в жанре ужасы, комедия.

## Сюжет
Друзья Уильям и Люк отправляются по дороге располагающейся в пустыне. Их подбирает маньяк по кличке психованный Майк. Вначале они хотят его запугать, чтобы он не взял с них денег, но затем он берет одной рукой нож и ведя другой рассказывает им отвратительную историю одного маньяка, от которой обоих чуть не стошнило. Затем за ними гонится полиция. Психованный Майк убивает остановившего их полицейского, а затем приковывает Люка и Майка к ручкам дверей наручниками, чтобы те не сбежали как свидетели. Он всю дорогу над ними издевается не кормя и заставляя следовать своему расписанию.
Во время разворачивания действия вокруг Люка и Уильяма встречаются вставки с двумя зомби рекрутерами легиона живых мертвецов некоего городка располагающегося в пустыне. Они совершают свой набор с исполнением различных шуточек чёрного юмора. Их предводитель — загадочный блондин, перед которым они пресмыкаются. Их рекрутство в паре продолжается до сбитого мотоциклиста. Когда младший рекрутер подходит к мотоциклу, тот взрывается и после мы узнаем от блондина, что он дарует мертвым бессмертие, до того, как их разорвет на куски или будет вышиблен их мозг.

По дороге Майк непрестанно впадает в эпилептические припадки в которых не может себя контролировать. Во время одного из таких припадков Уильям и Люк попытаются освободиться. Они захватят пистолет. В это время Майк очнется и захочет их убить. Спасет обоих — случай. Некий загадочный незнакомец проезжающий мимо по дороге охотящийся на Майка.
Затем Люк и Уильям освобожденные загадочным незнакомцем принадлежащим к восточному культу они оказываются в городке управляемом легионом. В городке Уильям встречает в местном баре красотку Джимми работающую там официантом. Выпивая в баре на деньги, которые он спрятал от Майка Уильям влюбляется в Джинну. Когда блондин возомнивший себя местным богом пытается забрать её, он спасает её при помощи пистолета отобранного у Майка.
Затем случается бойня в результате которой он узнает секрет города. И также Джинны и Блондина. Блондин обладает некоей сывороткой с вирусом, которая может подарить смерть тому зомби, который захотел смерти. А живые мертвецы, это некая древняя мутация мистического свойства.
Узнав, что Джинна мертвец, когда она предлагает присоединиться к нему он выбирает остаться с живыми. В частности со своим другом.
И он убивает и Джинну и блондина. Случается временное завихрение и они оказываются на том самом месте, где их подобрал в начале психованный Майк. Майк останавливается перед ними предлагая их подвести, на этом фильм заканчивается.

## В ролях
- Майкл Карр — Уильям
- Расселл Фрайденберг — Люк
- Кимберли Либе — Джина
- Маттиас Хьюз — блондин
- Хэнк Стоун — Джефф
- Харви Дж. Альперин — Николас
- Кристофер Криса — псих Майк
- Дэррен Шахлави — Питер
- Джо Кук — Джо
- Брайан Аддиналл — бандит